# Yesenia Restrepo
Yesenia María Restrepo Muñoz (3 de junio de 1982) es una deportista colombiana que compite en atletismo adaptado. Ganó dos medallas de bronce en los Juegos Paralímpicos de Verano, bronce en Río de Janeiro 2016 y bronce en Tokio 2020.

## Palmarés internacional
| Juegos Paralímpicos | Juegos Paralímpicos     | Juegos Paralímpicos | Juegos Paralímpicos |
| Año                 | Lugar                   | Medalla             | Prueba              |
| ------------------- | ----------------------- | ------------------- | ------------------- |
| 2016                | Río de Janeiro (Brasil) | Medalla de bronce   | 4 × 100 m T11-13    |
| 2020                | Tokio (Japón)           | Medalla de bronce   | Disco F11           |